# Гофф, Карл Эрнст Адольф фон
Карл Эрнст Адольф фон Гофф (нем. Karl Ernst Adolf von Hoff; 1771—1837) — немецкий геолог и географ, а также государственный деятель.

## Биография
Родился 1 ноября 1771 года в Готе.
С 1785 по 1788 год посещал местную гимназию. Затем до 1790 года он изучал юриспруденцию, физику и естествознание в Йенском университете, а в 1790—1791 годах учился в Геттингенском университете, где познакомился с Иоганном Фридрихом Блюменбахом. С 1791 года Гофф находился на дипломатической службе у герцога Эрнста II Гота-Альтенбургского. На дипломатической службе им была написана в двух частях книга Deutschlandbuch, которая была посвящена как государственному праву, так и географии. В 1798 году Карл фон Гофф стал членом Минералогического общества в Йене и написал в 1801 году книгу «Magazin für die gesamte Mineralogie und Geologie». В 1808 году он был избран членом-корреспондентом Баварской академии наук.
В 1813 году Гофф стал тайным советником и участвовал вместе с Иоганном Вольфгангом Гёте в 1817—1820 годах в реорганизации Университета Йены. После смерти в 1825 году Фридриха IV, герцога Саксен-Гота-Альтенбургского, умершего без потомков, Карл фон Гофф принял сложные правила наследования его имущества и предотвратил потерю богатых научных и художественных коллекций герцога, приняв их на себя в 1832 году. В 1826 году Гофф был избран членом Геттингенской академии наук. С 1829 по 1837 год он возглавлял в качестве тайного советника президиум Oberkonsistorialpräsidium в Готе. В 1836 году он был избран действительным членом Академии наук Леопольдина.
Умер 24 мая 1837 года  в Готе и был похоронен на городском кладбище Alter Gottesacker (ныне называется Friedhof I). Его могила была утеряна после очистки кладбища в 1904 году.
Обширная минералогическая коллекция Карла фон Гоффа была подарена в 1818 году Кабинету естествознания в Готе. Его именем названа одна из улиц города Гота.